# C/1857 M1 Klinkerfues
C/1857 M1 Klinkerfues è la quarta delle sei comete scoperte dall'astronomo tedesco Ernst Friedrich Wilhelm Klinkerfues.
C/1857 M1 Klinkerfues è classificata come cometa non periodica in quanto ha un'orbita parabolica: l'orbita è retrograda e ha la caratteristica di avere una MOID molto piccola con il pianeta Mercurio.